# 浜崎綾
浜崎 綾（はまさき あや、1981年11月4日 - ）は、日本のディレクター・プロデューサー。フジテレビジョンスタジオ戦略本部第3スタジオ所属。

## 来歴・人物
北海道札幌市出身。神奈川県立湘南高等学校、慶應義塾大学環境情報学部卒業。
母親が松任谷由実の大ファンでいつもライブビデオを流しているような家で育ち、映像によって音楽に携わりたいという思いを抱くようになる。学生時代はバンド活動をしていた。
『FNS歌謡祭』『新堂本兄弟』『ミュージックフェア』といった音組の番組のほか、「a-nation」「stadium fes.」（味の素スタジアム）や「J-WAVE LIVE」（代々木体育館）といった音楽フェスの中継・収録、w-inds.の10周年ライブ（日本武道館）やさだまさし還暦ライブ（さいたまスーパーアリーナ）の収録など幅広く手がける。
また「第4回沖縄国際映画祭」に出品された渡辺直美主演映画『SPOTLIGHT』では監督を務めた。

## 現在の担当番組
- 「ミュージックフェア」チーフプロデューサー・演出（～2014年7月12日、2016年～）※週替わりで担当、プロデューサーは2019年から2024年2月まではプロデューサー、チーフプロデューサーは2024年3月から
- 「週刊ナイナイミュージック」（2023年～）総合演出・チーフプロデューサー
- 「FNS歌謡祭」総合演出・プロデューサー（第1夜）、チーフプロデューサー（第2夜）（2012〜2013年・2015年〜[4]2020年からプロデューサーと兼任で担当）※2004〜2011年はフロアディレクター、2014年はフジテレビ本社スタジオから「ジャニーズメドレーの中継」をそれぞれ担当[5]。
- 「FNS歌謡祭 夏」チーフプロデューサー（2024年〜）※2012〜2015年・2018年・2019年は演出、2016年は総合演出、2017年はディレクター、プロデューサーは2020年から2023年まで
- 「夢の数だけ抱きしめて」企画・演出
- 「R4 STREET DANCE」（2024年～）総合演出

## 過去の担当番組
- 「松任谷由実のオールナイトニッポンTV」
- 「ENDLI☆TV」
- 「ジャニーズカウントダウンライブ」
- 「ピカルの定理」ディレクター
- 「サタデー・ナイト・ライブ JPN」
- 「フジテレビ開局55周年記念音楽特別番組 FNS名曲の祭典 秘蔵映像で振り返る55年 -NO MUSIC, NO TV.-」（演出、2013年11月2日）
- 「僕らの音楽」チーフディレクター（2014年3月28日放送〜2014年9月19日最終回まで）
- 「新堂本兄弟」チーフディレクター
- 「FACTORY」チーフディレクター
- 「キルマニアファミリー」企画・演出
- 「KinKi Kidsのブンブブーン」（2014年〜）チーフプロデューサー・演出、※演出、2021年6月までは演出・プロデューサー
- 「水曜歌謡祭」総合演出[6]
- 「2015 FNS歌謡祭 THE LIVE」中継ディレクター
- 「FNSうたの春まつり」 チーフディレクター
- 「緊急生放送!!FNS音楽特別番組 春は必ず来る」（演出、2020年3月21日）

## ミュージックビデオ
- 篠原ともえ「遊★FEVER」(2005）
- 安倍なつみ「甘すぎた果実」(2006)
- 渡辺麻友「夕陽のいじわる」(2011)

## DVD
- 中島美嘉 FILM LOTUS V SOUTHERN COMFORT 2006
- w-inds.「10th Anniversary BEST LIVE TOUR 2011 FINAL at 日本武道館」
- a-nation 2012 stadium fes.